# Menü 2000
Menü 2000 ist ein deutschlandweit tätiges Catering-Unternehmen mit Sitz in Papenburg im niedersächsischen Landkreis Emsland. Das Unternehmen betreibt über 240 Betriebsrestaurants, die nach eigenen Angaben täglich über 60.000 Besucher haben.

## Geschichte
Menü 2000 wurde 1969 von Hermann-Josef Röttgers gegründet. Die Großküche in Papenburg lieferte in den Anfangsjahren täglich rund 10.000 frische Mahlzeiten an norddeutsche Unternehmen aus. Mitte der 1980er Jahre stellte Menü 2000 die Herstellung von Fertigmenüs komplett ein und kochte ab diesem Zeitpunkt ausschließlich frisch vor Ort mit eigenen Küchenteams in den jeweiligen Betriebsrestaurants. 2013 übernahm Oliver Beckmann als geschäftsführender Gesellschafter die operative Leitung. Die Anzahl der Betriebsrestaurants wuchs seitdem auf über 240.

## Geschäftsfelder
- Betriebsgastronomie inklusive Verkaufsautomaten
- Großkücheneinrichtung